# 일본의 텔레비전 드라마
일본의 텔레비전 드라마, 약칭 일드는 일본의 방송국에서 방송되는 드라마로 매일 방송된다. 일본 드라마의 장르는 로맨스, 코미디, 형사물, 호러물을 비롯한 수많은 장르별로 각양각색이다. 대개 장르별로 주제를 갖고 있는 드라마가 많고, 1회나 1-2회로 끝나는 단편 드라마, 혹은 드라마의 종영 이후에, 시청자들의 계속적인 요청에 따라 만들어지는 특별판도 있다.
일본 드라마는 일본의 애니메이션과 유사하게 주로 3달 간 방영되고 기점으로 바뀐다. 이를 분기별 시스템이라고 하는데, 대개 일본 드라마는 1, 2, 3, 4분기의 드라마가 존재한다. 1분기 드라마는 1-3월, 2분기 드라마는 4-6월, 3분기는 7-9월, 4분기는 10-12월까지 방영된다. 대다수의 일본 드라마는 오후 9시, 10시, 혹은 11시에 방영되며, 방송 시간은 54분이지만 중간 광고를 제외한다면 실질적인 방송 분량은 46분 정도이다. 드라마 가운데 아침 혹은 낮 드라마는 매일 방영되는데, 이런 드라마들은 분기와는 상관없이 여러 달에 걸쳐서 방송된다. 주로 일본의 공영방송인 NHK에서 방송한다. 그렇지만 심야에 방송되는 일본 드라마는 위와 같은 분기별 원칙을 대부분 따라, 주 1회씩 총 9~12회가량 방영된다. 상단에서 설명한 대로, 특별판 방송이 이루어지는 경우도 있고, 이에 힘입어 영화로 제작되기도 한다.
일본 드라마는 주로 본 방송이 되기 2-3주 전에 촬영하여 방송한다. 그렇기에 드라마의 주요 인물을 맡기로 하였던 배우가 갑자기 요양을 위해 휴업하거나 불미스러운 일로 하차할 경우, 대체 배역을 찾기 위해 방송 편성이 지연되거나 편성 방송사가 변경되기도 한다. 한편 일본 아이돌 가수가 드라마의 주연을 맡을 경우, 아이돌 가수의 팬들은 촬영 현장에 따라다니기도 한다.
일본 드라마는 1950년대 후반에 처음으로 방영되었는데, 당시 기술이 발달되어 있지 않아서 촬영과 더빙 작업을 따로 진행해야 했다. 1960년대 후반 일본 컬러방송이 본격적으로 시작되었지만 여전히 촬영과 더빙 작업을 따로 진행해야 했으며, 촬영과 더빙 작업을 따로 진행하는 것은 1980년대 중반까지 이어진다. 1980년대 후반부터는 드라마 제작 기술이 크게 발달하면서 촬영과 더빙 작업을 따로 진행할 필요가 없게 되었다.

## 트렌디 드라마

### 개요
대부분 사람들은 요즘에 맞게 현대적인 각본을 보면서 일본의 드라마로 대부분 트렌디 드라마를 떠올린다. 트렌디 드라마라는 말은 일본방송에서 사용하는 말로 장르를 뜻하는 건 아니며 일부를 가리켜 사용되는 말이지만 정의는 없으며 즉 어떠한 경향을 뜻하는 말이다. 일본에서 부르는 트렌디 드라마의 시초 원인은 1980년대 후반, 당시 일본은 버블 경제를 경험하고 있기도 했을 때인데, 각본가들이 TV 시청자들에게 주제가 있으면서도 일본인들의 실생활 모습을 보여주고 싶었다. 그러면서 헐리우드 70,80년대 청춘 군상을 다룬 필름이나 로맨스 필름등의(예: 83년작 새로운탄생 , 85년작 열정 )영향을 받아 소재와 주제, 그러한 방향으로 트렌디 드라마의 토대가 만들어지기 시작하였고,
1990년대 초반, 시대의 변화에 따라 스토리가 짜이고 주제 있는 트렌드 드라마가 탄생되기 시작했다. 시대의 변화의 따라 소재로는 아동 범죄와 청소년, 가족 문제들을 허심탄회하게 다룬 드라마가 주종을 이뤘고, 이 결정은 TV 시청자들에게 입맛에 적절히 맞춰 높은 인기를 끌었다. 오늘날 일본 드라마가 성공한 가장 큰 요인으로 트렌디 드라마의 성공적인 안착을 뽑기도 한다. 그렇지만 드라마의 변화에 관해서 부정적인 측면에서 논란의 소지가 많다는 특징이 있었다.

### 특징
주요 시청층
기본적으로 버블 시대 여성들이 바라는 동화같은 이야기(디즈니 고전애니와 같이 클리쉐적인것 - 잘생긴남자, 말괄량이, 도와주는 부가캐릭터)가 많다. 한 때 전성기에는 남성들에게 비판을 많이 받았고, 당시 드라마가 극단적으로 트렌디 드라마에 치중되었던 점은 부정할 수 없다. 하지만 이에 대해 이 외의 많은 드라마가 남성의 욕망을 보여주고 있었다는 견해도 있다. 황금시간대에 방송되며 주부, 직장인(특히 여성)을 주요 타겟으로 하였다.
등장 인물
방영 당시 인기 있는 배우들이 출연하였다. 주요 등장 인물들은 대부분 미남 미녀이며. 등장 인물들의 직업은 광고 회사나 방송국, 언론홍보, 등과 같이 주로 이러한 직업을 가진다.
주인공은 잘생겼으며 착하며 종종 그 좋은 성품이 갈등의 원인으로 발전하는 경우도 있다. 여자 주인공은 말괄량이이긴 하지만, 적극적이고 밝은 성격으로 시청자들이 친근감을 느낄수있다. 조연들은 두 주인공의 사랑을 지켜보거나 도와주는 역할을 한다.
그 외 설정
주인공은 멋진 야경이 보이는 곳에서 사랑을 고백한다. 와인이나 샴페인을 주로 마시지만 최근 들어 맥주도 마시는 경향이 없지 않아 늘고 있다(소탈한 성격의 주인공이 등장할 경우). 크리스마스나 생일 등을 꼭 챙긴다.

## 방송국 간의 차이
드라마로 가장 인기 있는 방송국으로는 민영 상업 방송사인 후지 TV와 도쿄 방송 홀딩스(이하 TBS)이 있고, 닛폰 TV 방송망도 인기가 있다.
후지 TV는 가장 일본 드라마를 넓게 대중에게 보급한 역할을 하였고, 일본 드라마의 개척자라고 표현된다. 1980년~90년대 기간, 후지TV는 상업적 트렌디 드라마를 대중화시켰고, 젊고 인기있는 남여배우를 캐스팅하면서, 시청률과 인기를 동시에 잡으려 노력하였다. 월요일 오후 9시, 흔히 게츠쿠라고 표현되는 드라마는 그 해 후지 TV의 기대작이자 대표작이기도 하다. 게츠쿠 드라마는 주로 로맨스 드라마가 상당수를 차지하는 등 젊은 층들을 타겟으로 하는 로맨틱 코미디 드라마 일색이다. 게츠쿠 드라마는 후지 TV가 가장 기대하는 드라마이기도 한데, 오후 9시 시간대라는 황금 시간대, 그리고 화려한 캐스팅이 이 이유를 따른다. 하지만 2000년대 이후로는, 게츠쿠 드라마의 시청률은 90년대만 하지 못하고, 대부분의 드라마는 20%를 밑도는 시청률을 기록하고 있다.
도쿄 방송의 경우에는 일요극장 방영 작품이나 금요드라마 작품은 진중하고 화제성 있는 작품들이 다수를 차지하고 있는 반면 화요드라마 등 다른 시간대 작품들은 연애물이나 일상계 치유물이 다수 점유하고 있어 분위기가 다른데 경우에 따라서는 화요일에도 진지한 분위기가 연출될 수가 있고 금요일에도 가벼운 장면이 섞여있을 수도 있지만, 통상적인 로맨틱 코미디물이나 일상물을 접하고 싶은 시청층은 주로 화요일 저녁 시간대 드라마를 시청하고 그렇지 않은 시청자들은 금요드라마나 일요극장을 시청하는 것으로 알려져 있으며 화제가 되는 작품이 방영되면 시청층의 기호와 상관없이 시청층의 지역, 성별, 연령대 등이 상당히 균등하게 분배되는 경우도 적지 않게 있다.
다른 일본의 방송국도 드라마 제작에 박차를 가하고 있다. TV 아사히를 예로 들자면, 범죄를 소재로 삼아, 사회적 세태 등 시대적 문제를 일상 생활에서 충분히 있을 법한 소재로, 현실성 있게 공론화하고 있다.
NHK는 공영 방송사이므로, 여타 상업 방송사와는 달리, 일단 중노년층을 타겟으로 하면서, 일본의 시대극을 방송하며 (1년), 아침 드라마를 꾸준히 방송한다는 것도 특징일 것이다. 일본의 사극은 주로 NHK에서 방송한다. 1년을 기간으로 방송되며, NHK의 사극은 거의 일본에서 유일무이하기 때문에, NHK 드라마 가운데 유일하게 화려한 캐스팅을 자랑하기도 한다. 여담으로 흔히 대한민국에서는 후레쉬맨, 바이오맨으로 알려져 있는 슈퍼 전대 시리즈 내지는 가면라이더 시리즈 등의 경우, TV 아사히에서 인기리에 방영중인 최장수 히어로 액션 드라마 시리즈로서, 주로 저연령층을 겨냥한 어린이 시청자들에게 꿈과 희망을 주는 것을 목표하고 권선징악을 주제로 담는다. 참고로 히어로 액션 드라마의 주인공을 담당했던 배우들이 다른 방송사 작품에 주연으로 발탁되어 화제의 인물로 올라서는 일도 종종 존재하기도 한다.

## 주제곡과 음악 선정
주제곡과 오프닝·삽입곡 등은 모든 일본 드라마에 공통된 설정이다. 일본 드라마는 대개가 1~2분의 오프닝을 갖고 시작한다. 이때 오프닝에는 배우 출연진과 스태프를 안내하는데 이때 주제곡이 같이 흘러 나온다. 혹은 다른 드라마는 드라마 중간에 노래를 삽입하기도 한다. 엔딩곡 역시 마찬가지다. 엔딩 1~2분의 기간에 노래를 같이 방송한다.
이러한 주제곡·오프닝·삽입곡과는 별도로 Instrumental이 주인 음악은 드라마 방송 2달이 됐을 무렵, O.S.T.로 발매된다. 주로 Instrumental이 주를 이루고, 종종 O.S.T. 앨범의 마지막 트랙에 주제곡이나 드라마에 사용되는 노래를 새롭게 편곡하여 Acoustic, Orchestra, Piano 버전으로 수록하기도 한다. NHK 사극 음악의 경우는 Orchestra를 통해 O.S.T.가 만들어진다. 음악 감독이 총 O.S.T.의 감독을 맡는다. 일본 드라마에서는 O.S.T., 드라마에 사용된 곡이 싱글로 혹은 앨범으로 발매되면 엔딩에 50명, 혹은 100명에게 증정 이벤트를 연다. 출연 배우가 홍보 하거나 나레이션 처리를 하기도 하면서, 주소를 통해 누구든지 응모 할 수 있다.
이런 시스템 가운데 일본만의 문화는 바로 타이업 문화이다. 타이업(Tie-Up)이란 간단하게 어떠한 A라는 상품에 B라는 가수의 곡을 사용하여 A를 홍보할 때, B의 노래를 틀어 함께 홍보하는 방식이다. 이러한 타이업 문화로 일본은 매 분기 새로운 드라마가 나올 때마다, 주제곡·엔딩곡 혹은 삽입곡의 타이업을 받는 가수가 누가 되는지 하는 것도 관심거리이다. 이것은 대한민국의 드라마와 매우 대조적인 부분이다. 대한민국은 이러한 문화가 없이, 드라마가 방송되면 O.S.T. 안에 사용될 곡이 모두 만들어지기 때문에 이러한 방식은 일본만이 가진 독특한 문화라고 할 수 있다. 또, 이 타이업 문화가 놀라운 점은 다른 방송국에서 프로모션을 한다고 해도 어떠한 제제가 가해지지 않는다는 것이다. 예를 들어, 후지 TV의 드라마에 A라는 노래가 타이업되었다. 이것을 아사히 TV, NTV에서 노래했을 경우, 전혀 문제 되지 않는다는 점이다.
최근 몇 년동안, 많은 일본의 드라마의 곡은 라이선스되어 대한민국 뿐 아니라 전 세계로 나아가고 있다.

## 방송 시간
대부분의 일본 드라마는 절대 XX:00시 정시에 방송하지 않는다. 몇몇 드라마는 58분에 시작하지만, 대부분의 드라마는 XX:5분에 시작을 하는 것이 대부분이다. 시청률 측정은 대신 일제히 동시에 00시부터 시작된다. 그 까닭은 TV 시청률은 어느 나라나 마찬가지겠지만 전쟁과도 같아, 어느 한 방송국이라도 이를 어겼을 경우에는 몇 초의 차이로 큰 비교가 되기 때문이다. 이 논리를 연유로, 드라마 시전 전 한 프로그램이 끝나고, 어떠한 프로그램이 새로 시작되기 전에, 시청자들은 채널을 바꿀 시간이 있고, 광고를 보기 싫으면 보지 않은 채 5분에 맞춰서 프로그램을 보면 되는 장점도 있다.
예외는 NHK 방송. NHK는 매번 XX:00시 정시에 맞춰서 방송을 시작한다.

## 같이 보기
- 일본의 텔레비전 드라마 목록